# Chippewa de Sault Sainte Marie
Chippewa de Sault Sainte Marie és el nom que reben la major part de la fracció del poble anishinaabemowin que viu a l'estat de Michigan. Tradicionalment hi han viscut en condicions miserables fins que el 1972 una delegació seva visità Washington i aconseguiren reconeixement federal, de manera que compraren terres, el 1975 aprovaren una constitució pròpia (aleshores potser eren uns 29.000) i el 1984 formaren la reserva índia de Grand Traverse amb els ottawa, que fou reconeguda pel govern federal el 21 de setembre del 1994.
Actualment, però, molts viuen fora de la reserva, en la zona septentrional de la península del llac Michigan, i molts treballen als sis casinos de Kewadin i Greektown, vora Detroit.